# Trichosteleum tenerrimum
Trichosteleum tenerrimum là một loài rêu trong họ Sematophyllaceae. Loài này được (Ångström) A. Jaeger mô tả khoa học đầu tiên năm 1878.